# Michael Häupl
Michael Häupl, né le 14 septembre 1949 à Altlengbach, est un homme politique autrichien membre du Parti social-démocrate d'Autriche (SPÖ).

## Biographie
Il est bourgmestre de Vienne depuis le 7 novembre 1994 et président de la fédération des villes autrichienne (ÖSB) depuis 1995.
Depuis que le Landeshauptmann de Basse-Autriche Erwin Pröll a quitté le pouvoir le 19 avril 2017, il est le doyen des dirigeants des Länder autrichiens. Il était déjà doyen des dirigeants régionaux du SPÖ depuis le départ de Karl Stix le 28 décembre 2000.
Le 27 janvier 2018, Michael Ludwig le remplace comme président régional du SPÖ de Vienne après qu'il l'a dirigé pendant 25 ans.